# O Pátio das Cantigas (2015)
O Pátio das Cantigas (Portugiesisch für: „Hinterhof der Lieder“) ist eine portugiesische Filmkomödie des Regisseurs und Produzenten Leonel Vieira aus dem Jahr 2015. Der Film ist eine Neuverfilmung von O Pátio das Cantigas (1942), einem der bekanntesten Vertreter der Comédia portuguesa.
Er lief danach auch als Dreiteiler im öffentlich-rechtlichen Fernsehen. An Weihnachten 2015 (25. Dezember) liefen die drei Folgen erstmals bei RTP1, im Juni 2016 wurden sie dort wiederholt.

## Handlung
Der Film spielt in der Nachbarschaft eines Lissaboner Altstadtviertels. Der strenge und misstrauische Ladenbesitzer Evaristo umwirbt die schöne Verkäuferin Rosa ebenso, wie es der lebensfrohe junge Fremdenführer Narciso tut. Evaristos Tochter Celeste und andere Männer und Frauen aus der Nachbarschaft verfolgen eigene Ambitionen und Träume und sind ebenfalls in heimliche und weniger heimliche Zuneigungen, Affären und Gerüchte verstrickt, die sich gelegentlich auch gefährlich überschneiden.
Als sich das traditionelle Volksfest zu Santo António  nähert (Feste zu Ehren Santo Antónios, in Lissabon alljährlich mit Straßenumzügen (Marchas Populares) und Straßenfesten in den Altstadtvierteln besonders ausgiebig begangene Festtage), überschlagen sich die Ereignisse.

## Rezeption
Der Film ist als Familienfilm angelegt und kam am 30. Juli 2015 in die portugiesischen, am 31. Juli 2015 in die angolanischen und am 25. September 2015 in die mosambikanischen Kinos.
Als Teil einer Trilogie, die populäre Comédias portuguesas der 30er und 40er Jahre neu adaptierte, geriet dieses Remake von O Pátio das Cantigas mit über 600.000 Besuchern und Einnahmen über 3 Mio. Euro bis heute (Anfang 2021) zum erfolgreichsten portugiesischen Film seit 2004 (Beginn der öffentlich geführten Box-Office-Statistiken durch das portugiesische Filminstitut ICA).
Er wurde für die portugiesischen Filmpreise CinEuphoria und Prémios Sophia nominiert, ging dabei aber leer aus. Bei den Prémios Áquila Ende 2015 wurde er dann in zwei Schauspielkategorien ausgezeichnet.
Der Film erschien noch 2015 als DVD bei NOS Audiovisuais und wurde danach mehrmals, erstmals an Weihnachten 2015 als Dreiteiler und an Weihnachten 2016 vollständig, im öffentlich-rechtlichen Fernsehsender RTP gezeigt. Die portugiesische Post CTT beteiligte sich an der Finanzierung des Films, bewarb den Film danach auch selbst und nutzte ihre Beteiligung für eine umfangreiche Werbekampagne.